# Suzanne de Passe

Suzanne de Passe est une productrice de musique et de télévision américaine née le 19 juillet 1946 dans le quartier de Harlem à New York.

## Biographie
Suzanne de Passe est originaire d'une famille caraïbéenne, son père étant d'origine franco-haïtienne et sa mère jamaïcaine. Elle fait ses études à la Manhattan High School, puis entre à l'Université de Syracuse. Elle la quitte rapidement pour entrer au Manhattan Community College (en). Au détriment de ses études, elle passe beaucoup de temps dans un club de New York, le Cheetah Disco, où elle est rapidement engagée comme coordinatrice chargée de la musique live, puis elle devient agent artistique avant de rencontrer en 1964 Berry Gordy, qui l'engage comme assistante.
Suzanne de Passe commence alors sa carrière chez Motown, où elle est à l'origine de la signature d'artistes aussi connus que Michael Jackson ou Lionel Richie. En 1977, elle devient vice-présidente de Motown Industries, puis en 1981, présidente de Motown Productions
Elle est actuellement co-présidente de Passe Jones Entertainment, une compagnie qu'elle a créée en 1992.

## Filmographie

### Cinéma
- 1972 : Lady Sings the Blues de Sidney J. Furie (co-scénariste)
- 1992 : Class Act de Randall Miller (productrice déléguée)

### Télévision (production)
- 1983 : Happy Endings (téléfilm)
- 1986 : Nightlife
- 1987 : Marvin Gaye (téléfilm)
- 1989 : On a tué mes enfants (téléfilm)
- 1989 : Bridesmaids (téléfilm)
- 1989 : Lonesome Dove (4 épisodes)
- 1990 : Smokey Robinson: The Quiet Legend (téléfilm)
- 1992 : The Jacksons: An American Dream (téléfilm)
- 1994 : Seuls au monde (3 épisodes)
- 1994 : L'échange (téléfilm)
- 1994-1999 : Sister, Sister (119 épisodes)
- 1995 : Lonesome Dove: The Outlaw Years
- 1995 : Buffalo Girls (téléfilm)
- 1996 : Dead Man's Walk
- 1997-1999 : Smart Guy (51 épisodes)
- 1998 : The Temptations (téléfilm)
- 1999 : Chains
- 1999 : Streets of Laredo (3 épisodes)
- 1999 : Zenon: Girl of the 21st Century (téléfilm)
- 2000 : La grande triche (téléfilm)
- 2000 : The Loretta Claiborne Story (téléfilm)
- 2001 : Zenon: The Zequel
- 2004 : The Soluna Project (téléfilm)
- 2004 : Zenon: Z3 (téléfilm)
- 2012 : Errors of the Human Body

## Distinctions

### Nominations
- Oscars du cinéma 1973 : Oscar du meilleur scénario original pour Lady Sings the Blues